# Lászlóffy Zsolt
Lászlóffy Zsolt (Kolozsvár, 1973. május 18.) erdélyi magyar zeneszerző, karmester, egyetemi oktató. Lászlóffy Csaba fia, Lászlóffy Réka testvére.

## Életpályája
Hatéves korától zongorázik. Elvégezte a kolozsvári Gheorghe Dima Zenekonzervatórium zeneszerzés szakát (1996) és karmesterképzőjét (2000). 1990–2003 között több mesterkurzuson vett részt Ausztriában (Wiener Musikseminar), Németországban (Stockhausen-Kurse), Franciaországban (Centre Acanthes), Olaszországban (Cantiere di Musica Attuale) és Magyarországon (Bartók-szeminárium, Szombathely). 2008-ban doktori címet szerzett zeneszerzésből a budapesti Liszt Ferenc Zeneművészeti Egyetemen. 2006 őszétől a nagyváradi filharmónia karigazgatója. 1999-től tanít a Partiumi Keresztény Egyetemen, jelenleg a Zeneművészeti Tanszékének docense.

## Munkássága
Szakterületei:
- kutatásban: a 20. századi harmóniaelmélet
- oktatásban: elméleti diszciplínák a Zenepedagógia szakon

Fontosabb publikációi:
- Hommage tectonique à Hollósy Kornélia. In: Művek zongorára három és négy kézre. Arpeggione, Kolozsvár, 2010, pp. 37–56. (ISMN 979-0-707650-75-2)
- A szimmetria mindenek előtt. Imprimeria de Vest, Nagyvárad, 2010, pp. 110 (ISBN 978-973-704-124-1)
- Imádság. In: Romániai magyar zeneszerzők kórusgyűjteménye. Arpeggione, Kolozsvár, 2009, pp. 252–262. (ISBN 978-973-8329-66-9)
- In memoriam Kacsó Sándor. In: Szórakaténusz, III. kötet. Arpeggione, Kolozsvár, 2008, pp. 48–56. (ISMN 979-0-707650-00-4)
- A magyar népdalfeldogozások stíluskörei Bartók, Kodály, Lajtha és mások műveiben. In: Partiumi Egyetemi Szemle 3. 1–2., 2005, pp. 513–534
- Négy zongoradarab. In: Szórakaténusz. Zongoradarabok erdélyi magyar zeneszerzőktől. Arpeggione, Kolozsvár, 2004, pp. 71–79. (ISBN 973-8329-21-3)
- Erdélyi zenei élet – 2001. In: Romániai Magyar Évkönyv 2002, Polis, Kolozsvár, pp. 198–203. (ISBN 973 8341 12 4)
- A vertikalitás rétegmodell szerinti értelmezése. In: Partiumi Egyetemi Szemle 1. 1., 2001, pp. 333–339;
- A zene megváltoztatja a képet. In: Filmtett, 2001, 2. 9.;
- Zenei vonatkozások Teleki József gróf útinaplójában. In: Helikon, 2000, 12

Vokális zenéje is jelentős. 1995-ben az Alma redemptoris mater-rel egykori tanárának, Demény Piroskának állít emléket.

## Kitüntetései
- Fodor Éva-díj (Báthory István Elméleti Líceum, Kolozsvár, 1991)
- Báthory István-emlékplakett (1991)
- Kőrösi Csoma Sándor Közművelődési Egyesület – Zenei Díj (1992)
- Országos Énekkari Zeneszerzőverseny – II. díj (1995)
- Sigismund Toduță-ösztöndíj (1996)
- Zilahi Egyházzenei Zeneszerzőverseny – I. díj (1996)
- Sigismund Toduță Zeneszerzőverseny – II. díj (1997)
- Kodály Zoltán zenei alkotói ösztöndíj (1999)
- Reményik Sándor-emlékplakett (2000)
- Communitas Alapítvány – alkotói ösztöndíj (2004)
- Bartók Béla-emlékdíj (2006)
- M. Tótfalusi Kis Miklós-emlékplakett (2007)
- A Magyar Kultúráért díj (2008)
- Oláh György Ifjú Tudós Díj (2009)